# CrossFit

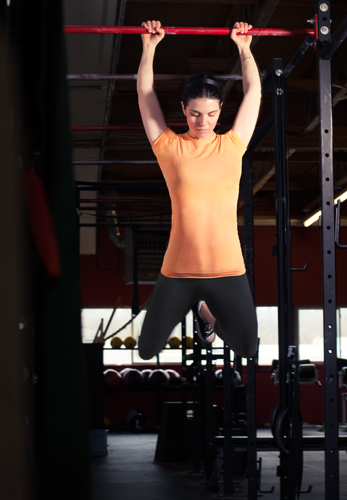
Ragazza esegue un pull-up kipping.

Il CrossFit è una metodologia di allenamento brevettata e creata da Greg Glassman ed è un marchio registrato della CrossFit Inc., fondata da Greg Glassman e Lauren Jenai nel 2000.
Non rappresenta un semplice metodo di allenamento ma una filosofia dell'esercizio fisico vera e propria comprendente anche un lato agonistico, ovvero lo Sport Del Fitness; gli allenamenti di CrossFit prevedono movimenti funzionali costantemente variati eseguiti ad alta intensità e ad intervalli, tra cui esercizi di: pliometria, weightlifting, powerlifting, ginnastica, Kettlebell Lifting, strongman e altri esercizi. 
È praticato dai membri di oltre 13.000 palestre affiliate, circa la metà delle quali si trovano negli Stati Uniti e da persone che fanno allenamenti quotidiani completi (altrimenti noti come "WODs" (Workout Of the Day), o "gli allenamenti del giorno").

## Storia
Greg Glassman e Lauren Jenai fondarono CrossFit, Inc. nel 2000. La società era stata concepita pochi anni prima, nel 1996, come Cross-Fit. La palestra CrossFit originale è a Santa Cruz, in California, e la prima palestra affiliata era CrossFit Nord a Seattle, Washington; erano 13 al 31-12-2005, oggi sono più di 13.000. Gli allenatori associati di CrossFit sono Louie Simmons, John Welbourn, Bob Harper, e Mike Burgener.
Glassman mantenne il controllo totale della società, dopo il divorzio dalla moglie Lauren, che avrebbe voluto cedere la sua quota nella società. Glassman riuscì ad ottenere un prestito di $ 16 milioni da Summit Partners per rilevare la sua parte.
Le palestre di CrossFit utilizzano attrezzature provenienti da diverse discipline, tra cui bilancieri, manubri, anelli, bar pull-up, corda per saltare, kettlebell, palle mediche, box pliometriche, bande di resistenza, vogatori e varie stuoie. Il CrossFit si concentra su "costantemente vario, alta intensità, movimenti funzionali", attingendo a categorie ed esercizi come: ginnastica, sollevamento pesi stile olimpico, powerlifting, gare tipo Strongman, pliometria, esercizi di peso corporeo, vogatore, esercizio aerobico, corsa e nuoto.

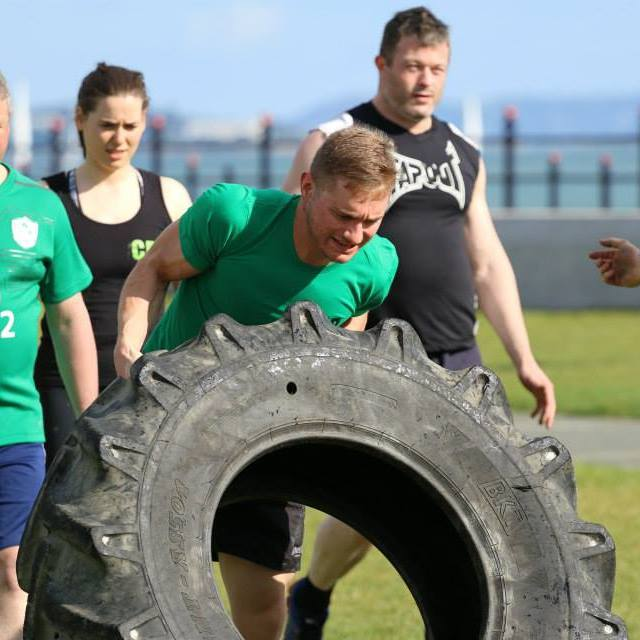
Il ribaltamento dello pneumatico, un movimento talvolta presente in un allenamento CrossFit.

La programmazione del CrossFit è decentrata ma la sua metodologia generale viene utilizzata da migliaia di palestre private affiliate, vigili del fuoco, forze dell'ordine ed organizzazioni militari, compresa le Royal Danish Life Guards, così come da alcuni insegnanti di educazione fisica americani e canadesi delle High School, squadre sportive del liceo e del college e i Miami Marlins.
Gli atleti di CrossFit si esercitano con corsa, remoergometro, salto della corda, arrampicata e spostamento di oggetti; spesso muovono carichi pesanti velocemente e per lunghe distanze e usano le tecniche del Powerlifting e del sollevamento pesi. Utilizzano inoltre manubri, anelli da ginnastica, sbarre per trazioni, kettlebell e molti esercizi a corpo libero.
Il CrossFit richiama sia uomini che donne e una recente analisi statistica ha dimostrato che i partecipanti al CrossFit erano ripartiti quasi equamente, 50% maschi e 50% femmine.

## Movimenti base del Crossfit
Il Crossfit si basa su varietà degli esercizi, alta intensità, movimenti funzionali. Esempi con breve descrizione a seguito.

### Corpo libero
Air squat
Da una posizione eretta, si passa ad una posizione accovacciata con le anche sotto le ginocchia, e si ritorna in piedi.
Push-up
Partendo con le mani all'altezza delle spalle, in modo tale che la distanza tra le mani sia leggermente maggiore rispetto a quella tra le spalle; con il corpo disteso ci si solleva facendo perno sulle punte dei piedi senza mai piegare il busto e si ritorna giù all'altezza del pavimento. Le variazioni includono push-up "leggeri"  facendo perno sulle ginocchia muovendo solo il busto e push-up ad una sola mano con le gambe più allargate.
Pull-up
Aggrappandosi ad una sbarra orizzontale fissata in alto e partendo da una posizione sospesa a braccia tese ci si solleva fino a portare il mento al di sopra della sbarra e si torna giù senza toccare terra. Tra le variazioni più usate vi è il Kipping pull-up che utilizza uno slancio per facilitare la trazione.
Lunges
Si parte da una posizione eretta, si fa un grande passo in avanti piegando contemporaneamente il ginocchio finché il ginocchio dell'altra gamba non è a contatto con il terreno, e si risale.
Sit-up
Si parte da una posizione supina, con le spalle a terra e le gambe più o meno piegate, si solleva il busto fino alla posizione seduta.
Dip agli anelli (Ring Dip)
Le mani afferrano gli anelli e le braccia sono verticali distese. Si piegano le braccia, abbassando il corpo fino a quando le spalle scendono sotto l'altezza dei gomiti, e si ritorna con le braccia dritte e tese. Per prepararsi a questo impegnativo esercizio, si utilizzano elastici.

### Powerlifting
Deadlift (stacco da terra)
Partendo da posizione eretta, si afferra il bilanciere con presa poco più ampia delle spalle flettendo le ginocchia, portando indietro il bacino e tenendo diritta la schiena, si effettua il sollevamento portando avanti il bacino e assicurandosi che la schiena (in particolare la zona lombare) sia piatta, fino a posizione eretta.
Le braccia restano sempre distese.
Si appoggia a terra l'attrezzo con procedimento inverso.

### Weightlifting (sollevamento pesi)
Power clean
L'esercizio è da eseguire in velocità.
Dopo aver effettuato uno stacco si porta il bacino in avanti e si alzano i talloni e le spalle, componendo uno strappo.
A stacco e strappo segue la tirata: il bilanciere è in volo davanti a voi, e mentre lo alzate puntando i gomiti verso l'alto, vi infilate sotto l'attrezzo in posizione di squat, retrocedendo col bacino e piegando le ginocchia, fino ad appoggiarlo sulle spalle davanti al collo, puntando ora i gomiti davanti a voi per mantenere una presa efficace.
Tornate poi in posizione eretta col bilanciere che scarica sul torace.
La posizione è ora detta "clean" o "reck".
Snatch (Strappo)
L'esercizio prevede l'utilizzo di un bilanciere olimpionico che deve essere sollevato sopra la testa con un unico gesto partendo da terra. La presa sul bilanciere è larga per accorciare la traiettoria che questo dovrà effettuare. La posizione di partenza, oltre alla presa larga, prevede di posizionarsi con i piedi larghezza spalle, le tibie a contatto con il bilanciere, spalle aperte (in depressione), la schiena in iperestensione, braccia extra-ruotate e sguardo avanti. Il movimento prevede di sollevare il bilanciere mantenendolo vicino al corpo, fino all'altezza della sinfisi pubica dove l'atleta grazie a una rapida e forte estensione di bacino imprimerà al bilanciere l'inerzia necessaria per completare il movimento. Quando il bilanciere sta salendo grazie all'inerzia impressa, l'atleta si posizionerà sotto di esso in accosciata e lo incastrerà con le braccia tese sopra la testa. L'ultima parte dell'alzata prevede la risalita dalla posizione di accosciata, fino a corpo disteso
Lo strappo o snatch è considerato un movimento di potenza poiché prevede la capacità di applicare forza in tempi rapidi; è altresì un movimento che richiede ottime doti coordinative e propriocettive. Nel Crossfit è utilizzato nella sua versione originale e nelle sue varianti con manubri e kettlebell.

## Modello di business
CrossFit, Inc. concede in licenza il nome CrossFit alle palestre per un canone annuale e certifica i formatori. Oltre allo standard di due giorni "Level 1 Trainer Course", i seminari di specializzazione comprendono ginnastica, sollevamento pesi olimpico, powerlifting, strongman, corsa e resistenza, canottaggio, kettlebell, mobilità e recupero, CrossFit per bambini, CrossFit Football, e auto-difesa e combattimento. Altri adattamenti specializzati comprendono programmi per le donne incinte, gli anziani e i candidati delle operazioni militari speciali. Gli affiliati sviluppano la propria programmazione, i prezzi e i metodi didattici. Molti atleti e allenatori si vedono come parte di un movimento insurrezionale in controtendenza, che mette in discussione la tradizionale conoscenza del fitness; oltre a svolgere gli allenamenti prescritti, essi seguono delle raccomandazioni di nutrizione CrossFit (che adottano una dieta paleolitica e/o a zona).
Il CrossFit si avvale di un modello di comunità virtuale su Internet. La società dice che questo approccio decentralizzato condivide alcune caratteristiche comuni con i progetti di software open source e permette alle migliori pratiche di emergere da un'ampia varietà di approcci, un'opinione che è contestata da alcuni concorrenti ed ex affiliati.

## Efficacia
È stato teorizzato che la combinazione propria del CrossFit di resistenza ed esercizio aerobico, può beneficiare i livelli di massa muscolare e di cortisolo, ma questo non è mai stato comprovato da una serie di buone evidenze mediche.

## CrossFit Games
I "CrossFit Games" si sono svolti ogni estate dal 2007. Gli atleti ai Games competono in allenamenti di cui vengono a conoscenza solo poche ore prima, a volte anche elementi a sorpresa che non fanno parte del tipico metodo CrossFit. Un esempio passato è una nuotata in acque mosse, un lancio a softball e una salita sulla pegboard (tavola forata). I Games sono progettati come un ambiente per la determinazione del "Più in forma sulla Terra", dove i concorrenti devono essere "pronti a tutto".
Nel 2011, i Giochi hanno adottato un formato on-line per la gara di ogni sezione, facilitando la partecipazione degli atleti di tutto il mondo. Durante il "CrossFit Open", un nuovo allenamento viene assegnato ogni settimana. Gli atleti hanno diversi giorni per completare l'allenamento e la presentazione dei punteggi online, o con un video, o con la convalida da parte di un affiliato di CrossFit. I migliori performer CrossFit Open per gli individuali e le squadre in ogni regione fanno progredire per le gare regionali, che si tengono nel corso dei due mesi successivi.
I Games comprendono suddivisioni per gli individui maschili o femminili, squadre MMWW, e un certo numero di masters (dai 35 anni ai 70+) e gruppi di adolescenti (14-15 e 16-17).

### Classifica
Atleti di tutto il mondo si recano ogni anno a Los Angeles per partecipare ai "CrossFit Games" dal 2007.
| Anno | Campione maschile      | Campione femminile        |
| ---- | ---------------------- | ------------------------- |
| 2007 | James "OPT" Fitzgerald | Jolie Gentry              |
| 2008 | Jason Khalipa          | Caity Matter              |
| 2009 | Mikko Salo             | Tanya Wagner              |
| 2010 | Graham Holmberg        | Kristan Clever            |
| 2011 | Rich Froning Jr.       | Anníe Mist Thórisdóttir   |
| 2012 | Rich Froning Jr.       | Anníe Mist Thórisdóttir   |
| 2013 | Rich Froning Jr.       | Samantha Briggs           |
| 2014 | Rich Froning Jr.       | Camille Leblanc-Bazinet   |
| 2015 | Ben Smith              | Katrin Tanja Davidsdottir |
| 2016 | Mathew Fraser          | Katrin Tanja Davidsdottir |
| 2017 | Mathew Fraser          | Tia-Clair Toomey          |
| 2018 | Mathew Fraser          | Tia-Clair Toomey          |
| 2019 | Mathew Fraser          | Tia-Clair Toomey          |
| 2020 | Mathew Fraser          | Tia-Clair Toomey          |
| 2021 | Justin Medeiros        | Tia-Clair Toomey          |
| 2022 | Justin Medeiros        | Tia Clair Toomey          |
| 2023 | Jeffrey Adler          | Laura Horvath             |
| 2024 | James Sprague          | Tia-Clair Toomey          |

## Criticità

### Lesioni accidentali
Il rischio di lesioni connesse con l'allenamento CrossFit è stata una questione controversa fin da quando la popolarità del programma è iniziata a salire, agli inizi del 2000. I critici hanno accusato CrossFit, Inc. di utilizzare movimenti pericolosi, livelli inappropriati di intensità e permettendo a individui scarsamente qualificati di diventare formatori di CrossFit.
In risposta a queste critiche, CrossFit, Inc. sostiene che la sua metodologia è relativamente sicura, anche quando eseguita con scarsa tecnica. CrossFit, Inc. sostiene anche che il rischio di lesioni può essere ridotto graduando e modificando gli allenamenti, un concetto insegnato sul suo sito web e al corso di training CrossFit Livello 1.
CrossFit, Inc. sostiene questa posizione citando tre indagini accademiche di partecipanti al CrossFit. Queste indagini hanno calcolato tassi di infortuni compresi tra 2,4 e 3,1 infortuni ogni 1000 ore di formazione, che CrossFit sostiene sia conforme o al di sotto dei tassi di infortunio accertati nell' "allenamento del fitness generico".
Uno studio pubblicato dal Journal of Strength and Conditioning Research, intitolato "La formazione di potenza ad alta intensità basata sul Crossfit migliora la massima capacità aerobica e la composizione corporea", ha seguito 54 partecipanti per 10 settimane di allenamento CrossFit. Lo studio afferma che "... una percentuale notevole dei nostri soggetti (16%) non ha completato il programma di formazione e ritorna per un test supplementare."  Secondo gli autori "Questo può mettere in discussione il rapporto rischio-beneficio per tali programmi di formazione estrema ..." Nel 2014, CrossFit, Inc. ha intentato una causa contro la National Strength and Conditioning Association per la pubblicazione di questo studio, relativa al fatto che i dati riportati erano falsi ed esso era "destinato a spaventare i partecipanti al CrossFit." La NSCA ha respinto le accuse di CrossFit, Inc., ma ha emesso un erratum riconoscendo che i dati sugli infortuni non erano corretti. Informata da uno degli autori circa la mancanza dell'approvazione da parte del comitato istituzionale di revisione, la NSCA ha successivamente ritrattato l'intero studio.

### Rabdomiolisi da sforzo
Il rapporto tra rabdomiolisi da sforzo e il CrossFit è stato oggetto di controversie per l'azienda. I critici sostengono che sia la metodologia del CrossFit sia l'ambiente creato dagli allenatori di CrossFit, pongono gli atleti in condizioni di alto rischio per lo sviluppo di rabdomiolisi.
Makimba Mimms sostiene di aver sofferto di rabdomiolisi dopo l'esecuzione di un allenamento di CrossFit l'11 dicembre 2005 a Manassas World Gym a Manassas, Virginia, sotto la supervisione di un allenatore non certificato. Ha citato in giudizio con successo le sue scarpe da ginnastica e si è aggiudicata 300.000 US $ per danni. CrossFit, Inc. non è stato citato come imputato nella causa.
CrossFit, Inc. non discute che la sua metodologia abbia la possibilità di causare rabdomiolisi. La società afferma che la rabdomiolisi da sforzo può manifestarsi in una vasta gamma di sport e di persone che si allenano e sostiene che i suoi critici hanno confuso l'alta consapevolezza di rabdomiolisi del CrossFit con alto rischio. Un portavoce CrossFit ha dichiarato che "il rapporto di ESPN sui 53 morti nel triathlon degli Stati Uniti dal 2007 al 2013 avrebbe dovuto portare in primo piano l'importanza di riposare."
Dal maggio 2005, CrossFit, Inc. ha pubblicato diversi articoli sulla rabdomiolisi sul Giornale CrossFit della società. Tre degli articoli sono compresi nel manuale CrossFit fornito a tutti i futuri formatori .
CrossFit, Inc. è stata anche criticata per avere un atteggiamento "sprezzante" nei confronti della rabdomiolisi attraverso la promozione di un personaggio noto come "Zio Rhabdo" (un cartone animato clown che muore collegato ad una macchina per la dialisi, con i suoi reni e l'intestino che cadono sul pavimento).
In risposta a questa critica, Greg Glassman ha dichiarato "Abbiamo presentato Zio Rhabdo, perché siamo onesti e crediamo che la piena divulgazione del concetto di rischio è l'unica cosa etica da fare."

## Presenza sui social media
CrossFit, Inc. è stato variamente criticato e lodato per il suo approccio poco ortodosso con i social media. Questo approccio ha incluso la pubblicazione di articoli e tweet su argomenti non-fitness (tra cui la politica, la filosofia, e la poesia) che interagiscono direttamente con altri utenti di social media e critici del programma della società. In un esempio, l'account Twitter CrossFit, Inc. postò un'illustrazione ritoccata di una pubblicità Coca, con "Open Happiness" sostituito da "Open Diabetes." L'immagine fu associata ad una citazione del CEO di CrossFit Greg Glassman che diceva: "Assicuratevi di versarne un po' per i vostri amici morti". Seguì una polemica dopo che il cantante Nick Jonas rispose al tweet, chiamando i commenti di CrossFit, Inc. "ignoranti". La società difese il suo Tweet, affermando che "prove statistiche convincenti supportano la campagna di CrossFit, Inc. per prevenire il diabete attraverso la sensibilizzazione circa le sue cause." Quando ABC News chiese a Greg Glassman di commentare lo scambio di messaggi rispose "Fanculo Nick Jonas. Si tratta del flagello del diabete di tipo 2 e delle cause sottostanti. Il suo sponsor, la Coca-Cola, è un contributo significativo all'epidemia di diabete sia col prodotto che con la spesa per il 'marketing'."